# 云南雀鹛
云南雀鹛（学名：Alcippe fratercula），是雀形目雀鹛科的一种鸟类。

## 特征
云南雀鹛体重约14.8克，翼长约60.9毫米，嘴峰长约12.3毫米，喙宽度约3毫米，喙厚度约3.8毫米，跗蹠长约19.2毫米，尾长约52.4毫米。云南雀鹛是部分迁徙的鸟类，其栖息在密集的高大树木组成的森林中，食性为杂食性，主要食物来源是陆生无脊椎动物。

## 亚种
- ：分布于中国南部（四川南部和云南东部）至缅甸东北部（克钦邦）。
- ：分布于中国南部（云南西南部）至缅甸东南部和印度支那北部。[3]